# Hosokawa Tadaoki
Hosokawa Tadaoki (細川 忠興?; 28 novembre 1563 – 18 gennaio 1646) è stato un daimyō giapponese dell'inizio del periodo Edo appartenente ad un ramo del clan Hosokawa.

## Biografia[2]
Figlio maggiore di Fujitaka servì inizialmente Oda Nobunaga che lo ricompensò con la provincia di Tango come feudo (1580). Sposò Tamako, una figlia di Akechi Mitsuhide, la quale chiese il suo aiuto quando il padre si ribellò contro Nobunaga, ma Tadaoki rifiutò indignato e la rinchiuse in ritiro ad Osaka. Durante la Campagna di Kyūshū (1585) quest'ultima fu battezzata con il nome di Gracia. 
Nel 1590 Tadaoki prese parte alla campagna di Odawara e fu incaricato di assediare il castello di Nirayama. Dopo la morte di Hideyoshi, Tadaoki, il cui primogenito aveva sposato una figlia di Maeda Toshiie, si servì di tutta la sua influenza per impedire a quest'ultimo di separarsi da Ieyasu, che accompagnò nella sua spedizione contro Uesugi Kagekatsu. Durante quel periodo Ishida Kazushige aveva ordine di perseguitare i daimyō che si erano uniti a Ieyasu e fece sequestrare loro mogli e i figli mandandoli al castello di Osaka come ostaggi. Quando gli emissari si presentarono a casa di Tadaoki, Karō Ogasawara informò la moglie che aveva ricevuto ordini da Tadaoki per metterla a morte piuttosto che darla ai suoi nemici. Gracia si sottomise alla volontà di suo marito e morì coraggiosamente; aveva 38 anni (1600).
Dopo la battaglia di Sekigahara Tadaoki fu trasferito da Tango a Buzen con una rendita di 370.000 koku. Durante il primo assedio di Osaka (1614) fu incaricato di sorvegliare il clan Shimazu e partecipò alla parte finale dell'assedio, che terminò con la sconfitta dei Toyotomi (1615).
Nel 1619 si rasò la testa, assunse i nomi di Soritsu e Sansai e abbandonò l'amministrazione dei suoi domini al figlio Tadatoshi. Morì nel 1646, famoso come guerriero, poeta e letterato.